# Fußballclub Tirol Innsbruck
El Fußballclub Tirol Innsbruck fou un club de futbol austríac de la ciutat d'Innsbruck, al Tirol.

## Història
El FC Tirol Innsbruck es creà l'any 1993 després de la desaparició del FC Swarovski Tirol i de comprar la llicència a la Bundesliga al FC Wacker Innsbruck. Amb els entrenadors Kurt Jara i Joachim Löw guanyà les lligues dels anys 2000, 2001 i 2002. Aquest darrer any entrà en fallida i desaparegué.

## Palmarès
- 3 Lliga austríaca de futbol: 2000, 2001, 2002

## Entrenadors
- 1993-1994  Horst Köppel
- 1994-1994  Wolfgang Schwarz (interí)
- 1994-1995  Hans Krankl
- 1995-1997  Dietmar Constantini
- 1997-1997  Heinz Peischl (interí)
- 1997-1998  František Cipro
- 1999-2001  Kurt Jara
- 2001-2002  Joachim Löw